# 洛克 (匈牙利)
洛克，是匈牙利包尔绍德-奥包乌伊-曾普伦州所辖的一个村。总面积19.76平方公里，总人口615，人口密度31.1人/平方公里（2011年1月1日）。